# Ordine di Gurbansoltan Eje
L'Ordine di Gurbansoltan Eje è stata un'onorificenza turkmena.

## Storia
L'ordine è stato istituito il 18 giugno 1996 ed è stato assegnato fino all'8 febbraio 2014 quando è stato è stato sostituito con l'Ordine dell'Anima delle Donne. Era intitolato a Gurbansoltan Eje, la madre del primo presidente del Turkmenistan Saparmyrat Nyýazow.

## Assegnazione
L'ordine veniva assegnato alle donne per premiare risultati particolarmente eccezionali nelle attività sociali, politiche e lavorative; nel rafforzamento, nello sviluppo e nella diffusione della moralità, della spiritualità e delle tradizioni del popolo del Turkmenistan e nell'educazione delle giovani generazioni allo spirito dell'amore e al rispetto per la loro Patria.
L'ordine veniva assegnato alle cittadine del Turkmenistan.
L'ordine poteva essere conferito anche a persone che non erano cittadine del Turkmenistan.
L'ordine veniva assegnato per premiare:
- un grande contributo allo sviluppo e al rafforzamento dell'indipendenza e della neutralità del Turkmenistan, che abbia accresciuto l'autorità dello Stato sulla scena internazionale;
- i servizi speciali nel lavoro per lo Stato e la società e grandi risultati nell'attuazione di programmi su larga scala del presidente del Turkmenistan per la realizzazione delle riforme democratiche ed economiche;
- un grande contributo personale al rafforzamento delle basi morali della società turkmena che abbia aumentando il ruolo e l'autorità della famiglia in essa, assicurando la continuità dei principi e delle tradizioni spirituali del popolo del Turkmenistan;
- alti meriti nell'educazione patriottica delle giovani generazioni nello spirito delle migliori tradizioni del popolo turkmeno su vividi esempi dei suoi degni rappresentanti;
- i successi nel campo della salute materna e infantile.[2]

Alle insignite venivano conferiti l'insegna e un attestato.
Le insignite dell'ordine ricevevano un bonus pari a dieci volte il salario minimo e un supplemento mensile per salari, stipendi ufficiali, pensioni e borse di studio per un importo del 30% del salario medio.
Esse godevano di altri vantaggi previsti dalle leggi del Turkmenistan.
L'insegna veniva indossata sul lato sinistro del petto e, in presenza di altri riconoscimenti statali, si trovava dopo l'Ordine di Türkmenbaşy.

## Insegne
L'insegna aveva la forma di una stella a sette punte del diametro di 26 mm e aveva la forma di una spilla. La stella era contornata da una cornice smaltata di verde e aveva all'interno un medaglione smaltato di rosso. Nella parte superiore vi era l'immagine in rilievo di cinque tappeti turkmeni. La stella conteneva un cerchio al centro del quale vi era la figura di Gurbansoltan Eje realizzata in platino e alta 21 mm e larga 16 mm. Nella parte inferiore era presente l'iscrizione "GURBANSOLTAN EJE". Sul rovescio vi era la scritta "Garaєsyz bitarap Tьrkmenistanyт ordeni".
L'insegna era costituito da una lega di rame e nichel dorata.
L'insegna era collegata tramite un anello ad un blocco pentagonale costituito da una lega di rame e nichel ricoperto da un nastro verde scuro con sottili bordi gialli e una striscia rossa a sinistra.